# Тимошина Марія Власівна
Марія Власівна Тимошина (3 серпня 1924, село Волиця, тепер Славутського району Хмельницької області — ?) — українська радянська діячка, новатор виробництва, ливарниця Славутського заводу «Будфаянс» Хмельницької області. Депутат Верховної Ради УРСР 7—8-го скликань.

## Біографія
У 1944—1946 роках — вчителька Клепачівської середньої школи Славутського району Кам'янець-Подільської області.
У 1946—1959 роках — завідувач Славутського районного архіву Кам'янець-Подільської (Хмельницької) області.
З 1959 року — ливарниця Славутського заводу «Будфаянс» Хмельницької області. Систематично перевиконувала норми виробітку при відмінній якості продукції.
Член КПРС. Обиралася секретарем партійної організації ливарного цеху Славутського заводу «Будфаянс».
Потім — на пенсії у місті Славуті Хмельницької області. Була членом ради ветеранів комбінату «Будфаянс» («Будфарфор») Хмельницької області.

## Нагороди
- орден «Знак Пошани»
- медалі
- почесна грамота Міністерства промисловості будівельних матеріалів Української РСР